# Gorbothorax
Gorbothorax es un género de arañas araneomorfas de la familia Linyphiidae. Se encuentra en Nepal.

## Lista de especies
Según The World Spider Catalog 12.0:
- Gorbothorax comatus Tanasevitch, 1998
- Gorbothorax conicus Tanasevitch, 1998
- Gorbothorax setifer Tanasevitch, 1998
- Gorbothorax ungibbus Tanasevitch, 1998
- Gorbothorax wunderlichi (Brignoli, 1983)